# Ruan Lanihorne
 (septembre 2023).
Ruan Lanihorne est une paroisse civile et un village des Cornouailles, en Angleterre.